# Драгор Хибер
Драгор Хибер (Београд, 4. август 1952) српски је правник и политичар.

## Биографија
Дипломирао 1975. године, као студент генерације, магистрирао и докторирао на Правном факултету у Београду. Последипломске студије Упоредног права завршио и на Међународном факултету за упоредно право у Стразбуру 1982. године. Боравио на студијском боравку у Паризу, Универзитет Париз I (Пантеон-Сорбона) 1986 — 1987. године.
Од 1976. до 1981. године радио на Правном Факултету у Новом Саду, као асистент-приправник на предмету Грађанско право – Општи део и Стварно право. Године 1981. изабран за асистента за предмет Увод у грађанско право и Стварно право на а Правном факултету у Београду, 1992. године у звање доцента, а 1998. године у звање ванредног професора, на истом предмету.
Од 1998. године, када је након доношења Закона о универзитету добио отказ, радио као правни консултант, највише ван Србије, у области телекомуникација.
Као истраживач у трећинском радном односу радио у Економском институту у Београду.
Од октобра 2000 г. је поново ванредни професор на Правном факултету у Београду. Директор је правних студија у Центру за либерално-демократске студије.
Од 1983. до 1987. године био генерални секретар Савеза удружења правника Југославије. Од 1987. године члан редакције часописа „Анали Правног факултета у Београду“.
Два пута биран за посланика у Народној скупштини Републике Србије. Редактор једног броја нацрта закона у области грађанског и трговинског права. Био је члан Грађанског савеза Србије а тренутно је члан Демократске странке.
Објавио је већи број научних и стручних радова.